# Ilhas Moleques do Sul
As Ilhas Moleques do Sul são um conjunto de três ilhas brasileiras, situadas a 8,25 quilômetros da ponta sul da Ilha de Santa Catarina, em Florianópolis,. e a 14 quilômetros da Praia da Ponta do Papagaio, em Palhoça (Santa Catarina). Pertencem ao Parque Estadual da Serra do Tabuleiro e são um dos maiores e mais importantes locais para nidificação de aves marinhas da costa brasileira. Além disso, abrigam o preá Cavia intermedia, um dos mamíferos mais raros do planeta Por isso, o acesso à ilha é restrito.

## Características físicas

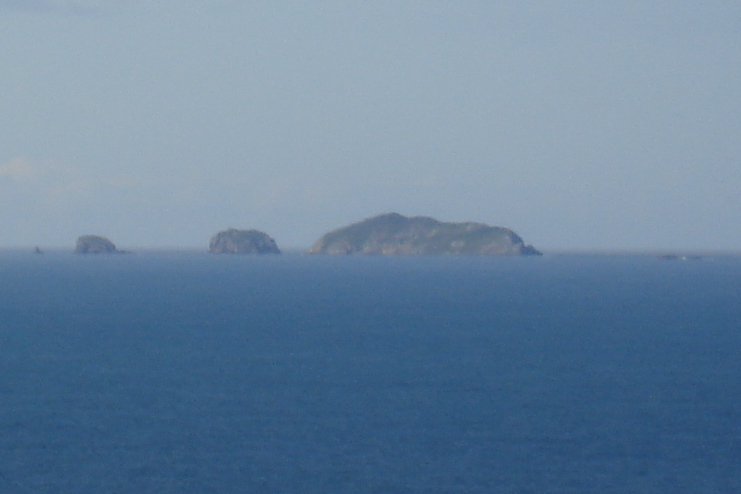
Arquipélago de Moleques do Sul, visto do município de Palhoça. À direta nota-se a laje de Moleques do Sul.

O arquipélago é formado por 3 ilhas pequenas, sendo uma bem maior que as outras, mas ainda com apenas 0,104 km² e altitude máxima de 100 metros. Ao norte do arquipélago encontra-se ainda uma pequena ponta rochosa e ao o sul uma laje marinha, conhecida como Laje de Moleques do Sul, perigosa para a navegação de embarcações.
Aproximadamente 75% do solo é coberto por vegetação herbácea e arbustiva, que cresce baixa devido aos fortes ventos do local, com o restante sendo formado por penhascos e costões com rochas graníticas expostas.
As ilhas não apresentam praia com areia, apenas costões rochosos., repletos de cracas afiadas, sendo o desembarque restrito, além de perigoso e desaconselhável. Também não existe água de forma permanente nas ilhas, apenas poças temporárias oriundas das chuvas. A vegetação é pobre em espécies de plantas Por esses fatores, ao que se têm notícia, as ilhas nunca foram habitadas por pessoas.

## Conservação e Biodiversidade

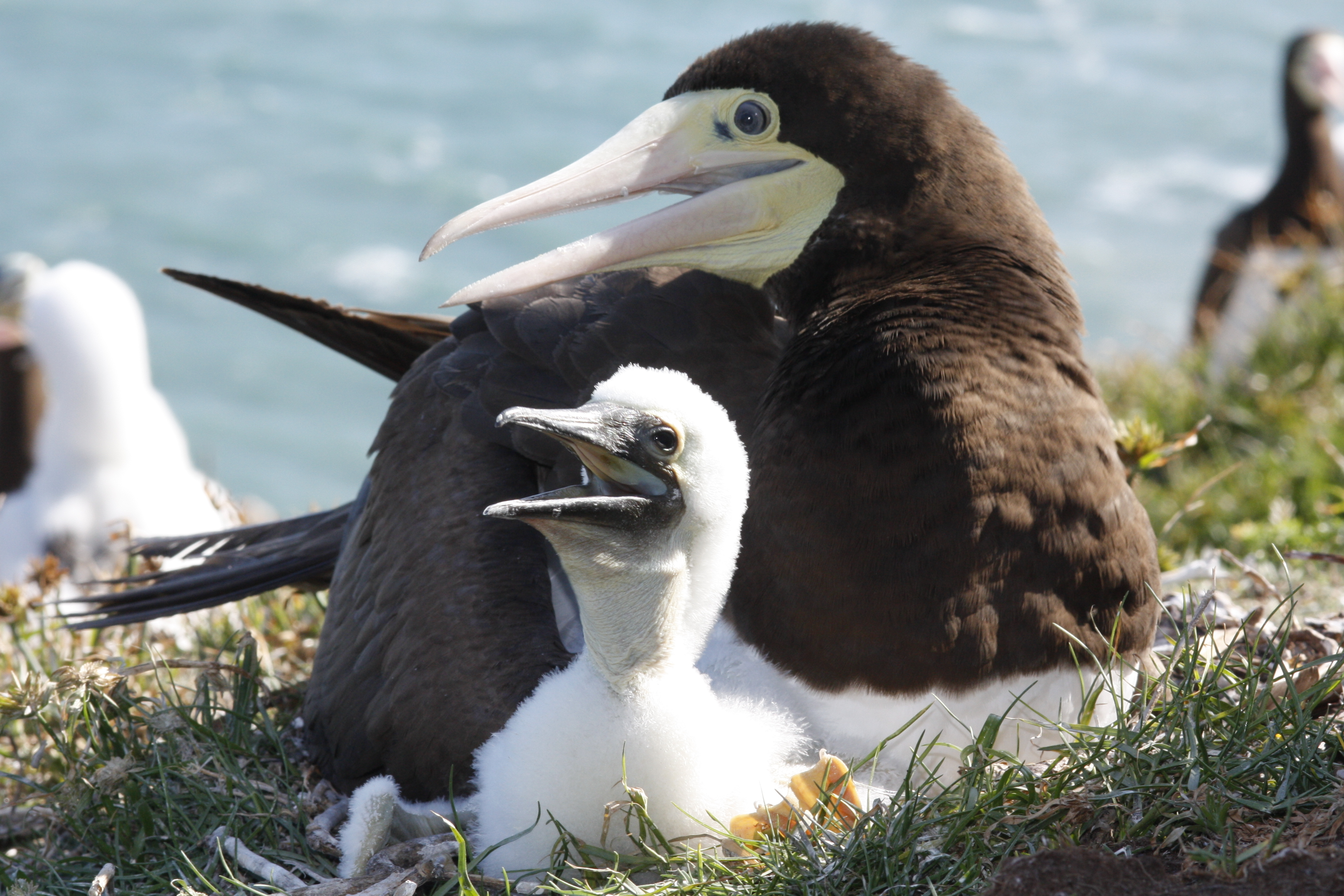
Ninhos de atobá que tornam a ilha um santuário a ser preservado.

A área pertence ao Parque Estadual da Serra do Tabuleiro e à Área de Proteção Ambiental da Baleia Franca. A importância biológica das ilhas é enorme, já que abrigam uma espécie rara de mamífero e um dos principais centros de reprodução de aves marinhas da costa sul do Brasil.

### Colônias de aves marinhas
O arquipélago de Moleques do Sul representa o maior criadouro natural de aves marinhas do estado de Santa Catarina e um dos mais importantes do Brasil. Quatro espécies concentram a sua reprodução nestas ilhas, contando com centenas de casais, sendo elas:
- O tesourão e o atobá-de-barriga-branca, que se reproduzem no local principalmente na primavera-verão
- O gaivotão e trinta-réis-de-bico-vermelho, que se reproduzem principalmente no inverno.Ninhos de atobá facilmente abandonados com a presença humana.

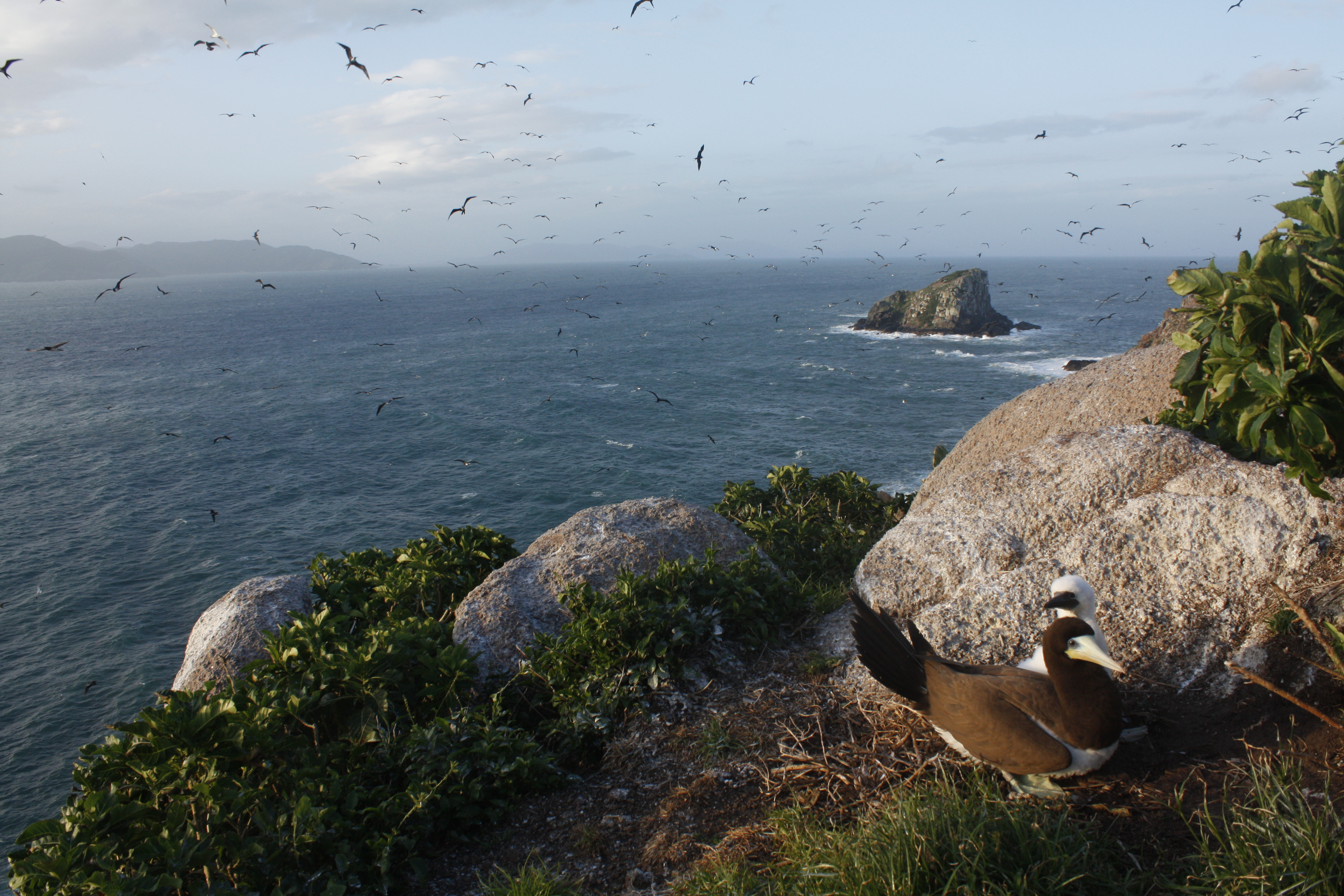
Ninhos de atobá facilmente abandonados com a presença humana.

Além destas espécies há a presença, em menor número, de outras aves marinhas na ilha, como o piru-piru e raramente a presença de atobás migratórios vindos de regiões distantes (Sula dactylatra e Sula serrator).. Também vivem nas ilhas espécies de aves não marinhas, como o gavião-carrapateiro, o carcará, a curruíra e o tico-tico

### O preá de Moleques do Sul
Habita exclusivamente na maior ilha do arquipélago uma pequena espécie de preá (parente dos porquinhos da índia) conhecida como Cavia intermedia, único mamífero do arquipélago e com a distribuição geográfica entre as menores do planeta..  A espécie, descrita em 1999, vive apenas nos aproximados 10 hectares da maior ilha do arquipélago e tem uma população média de 40 a 50 indivíduos, sendo portanto também um dos mamíferos mais ameaçados de extinção do planeta

## Galeria

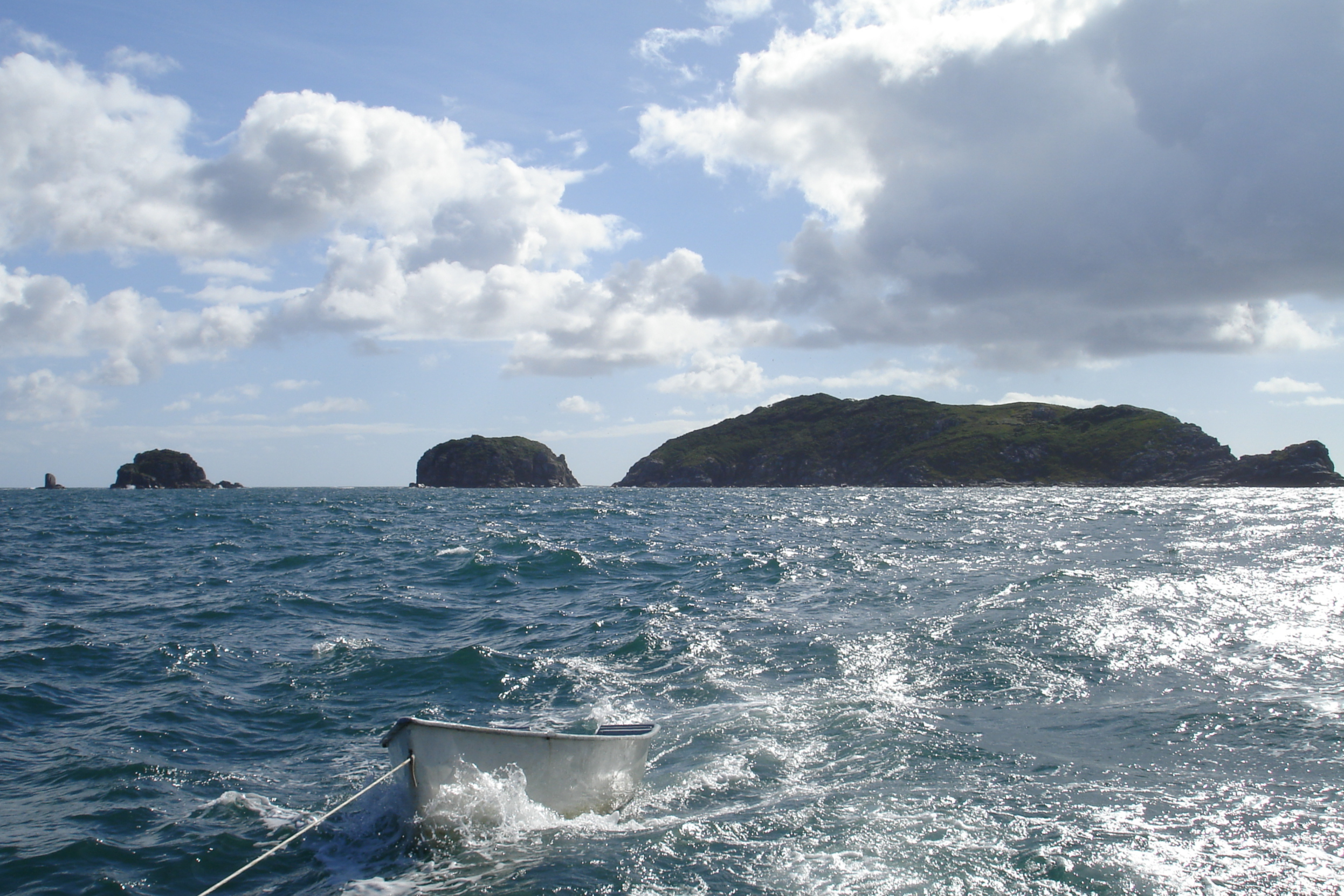
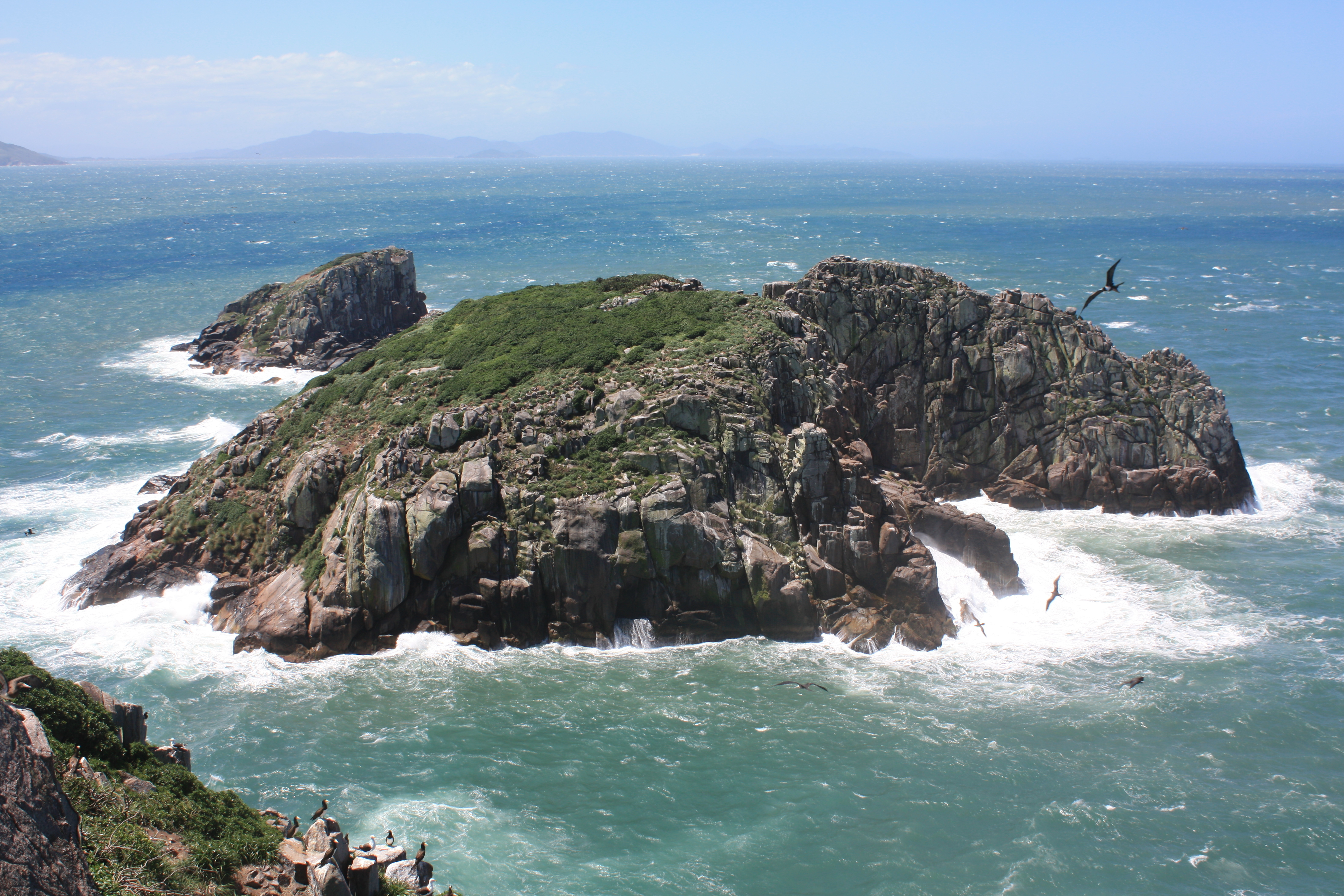
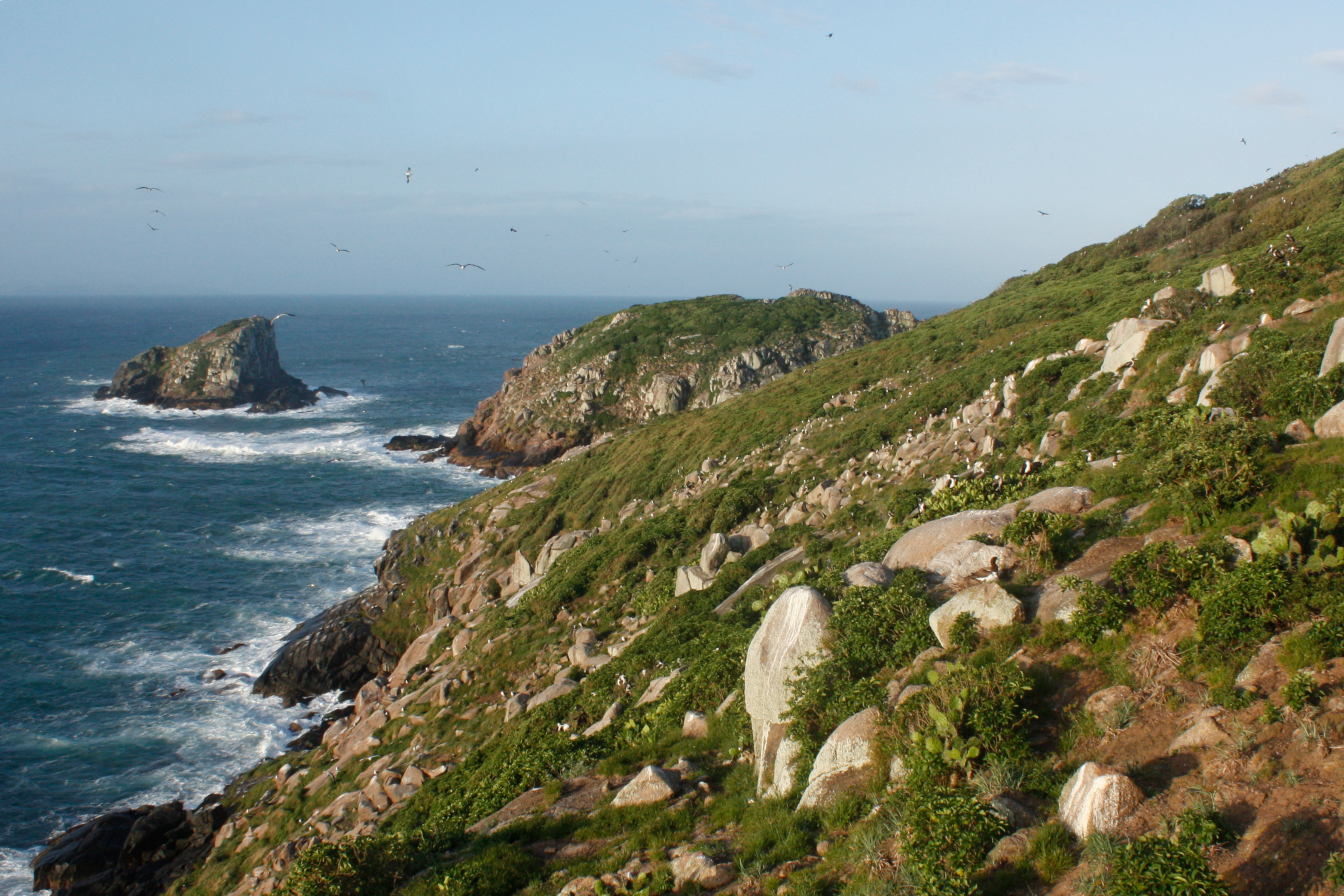
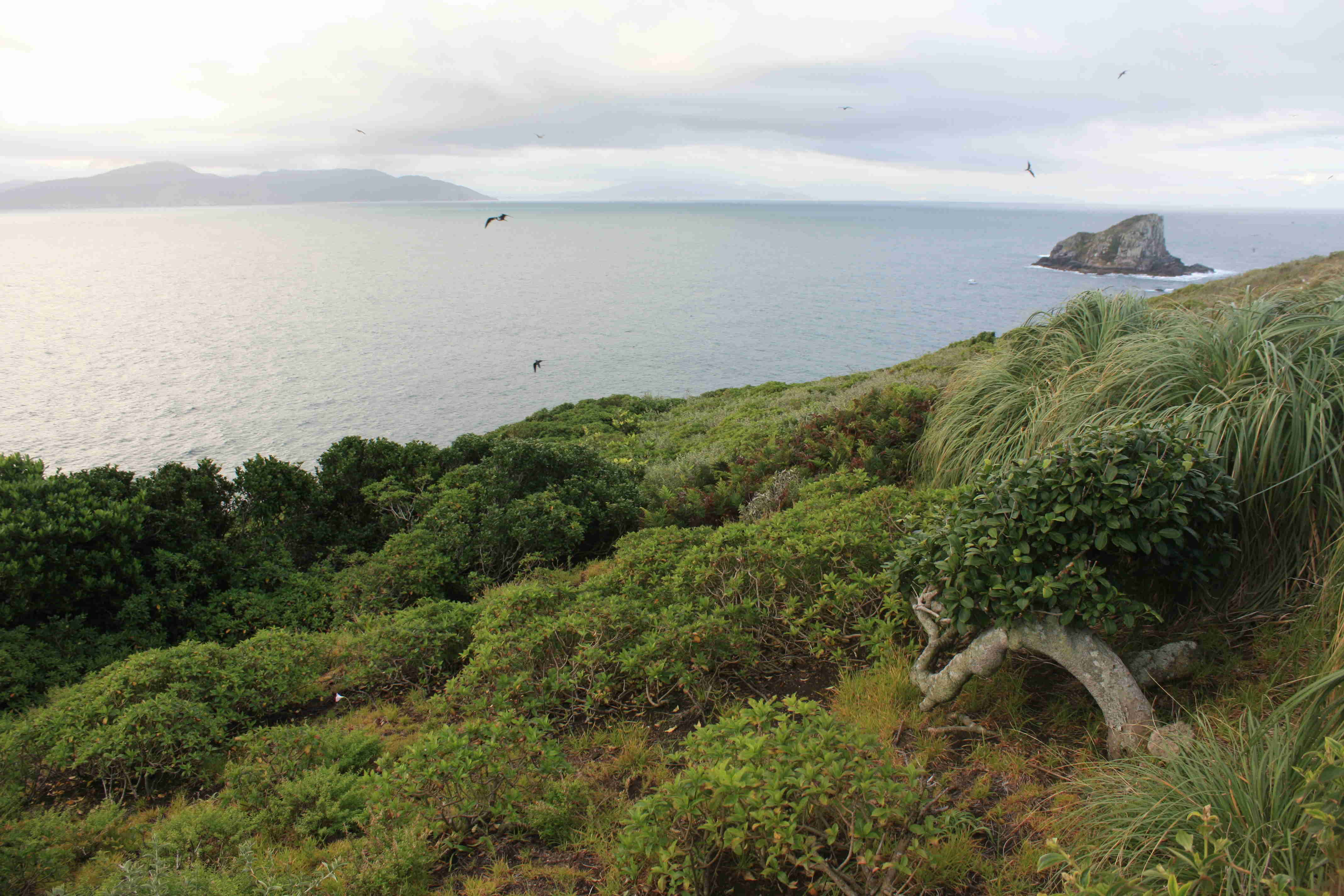
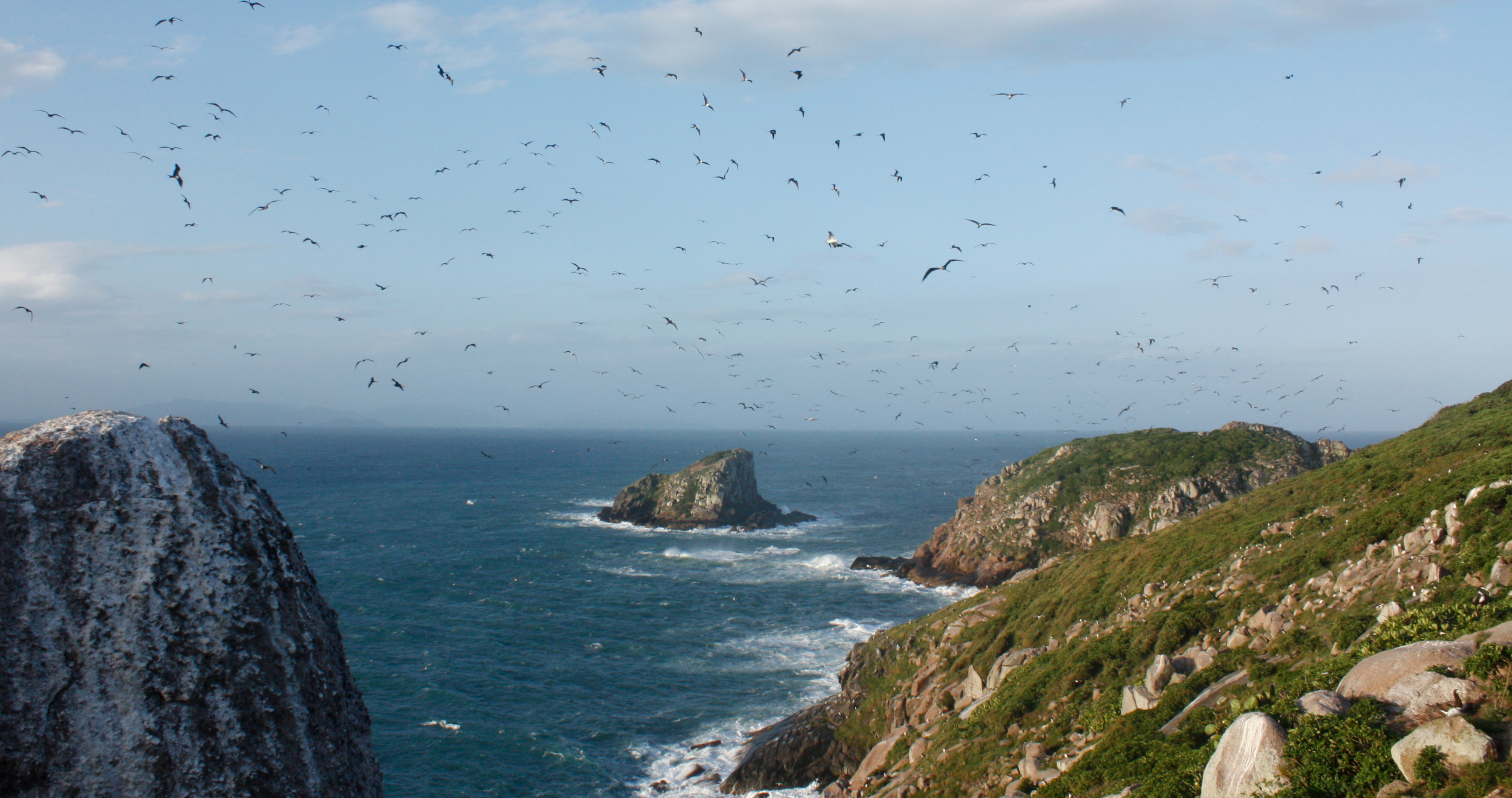
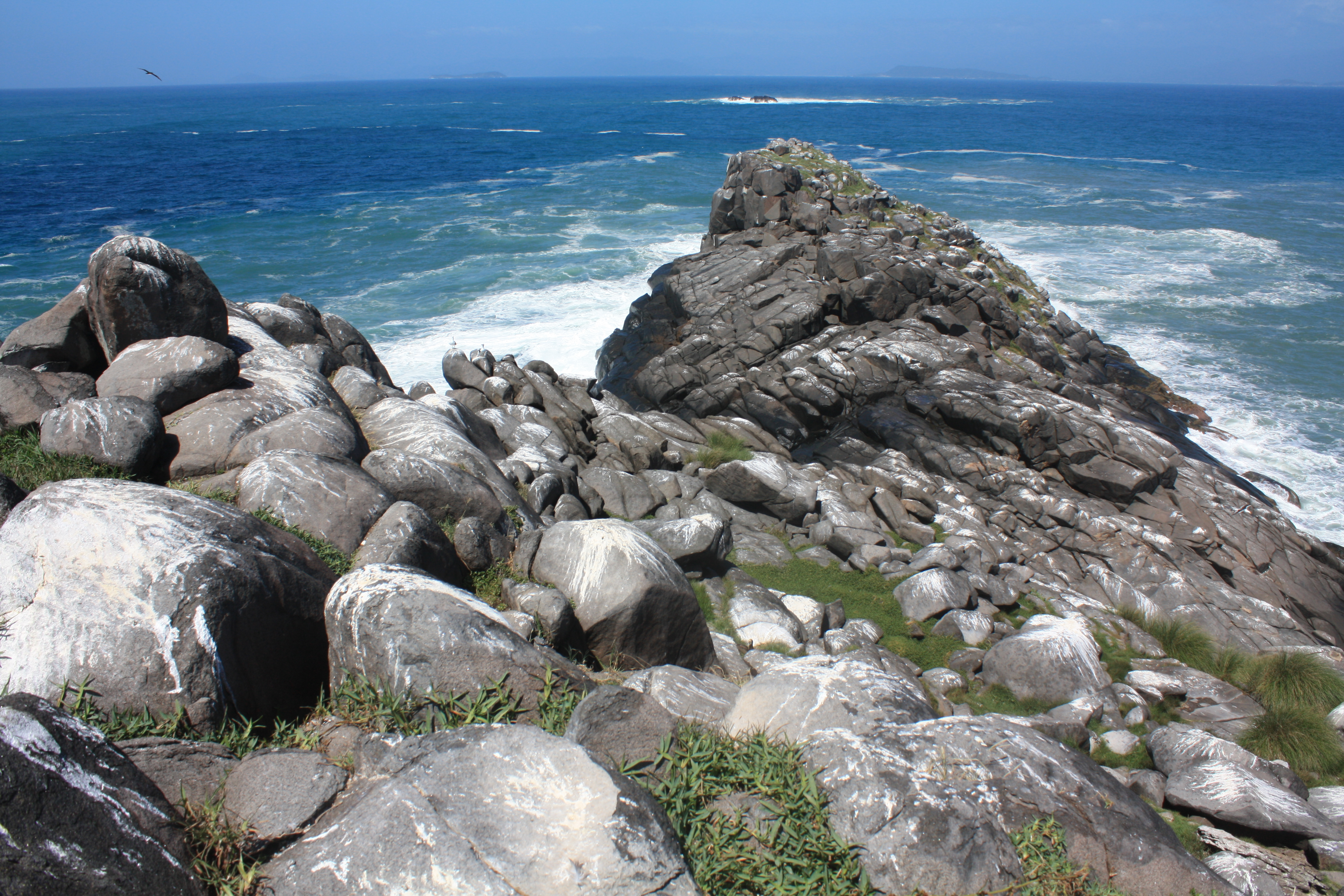
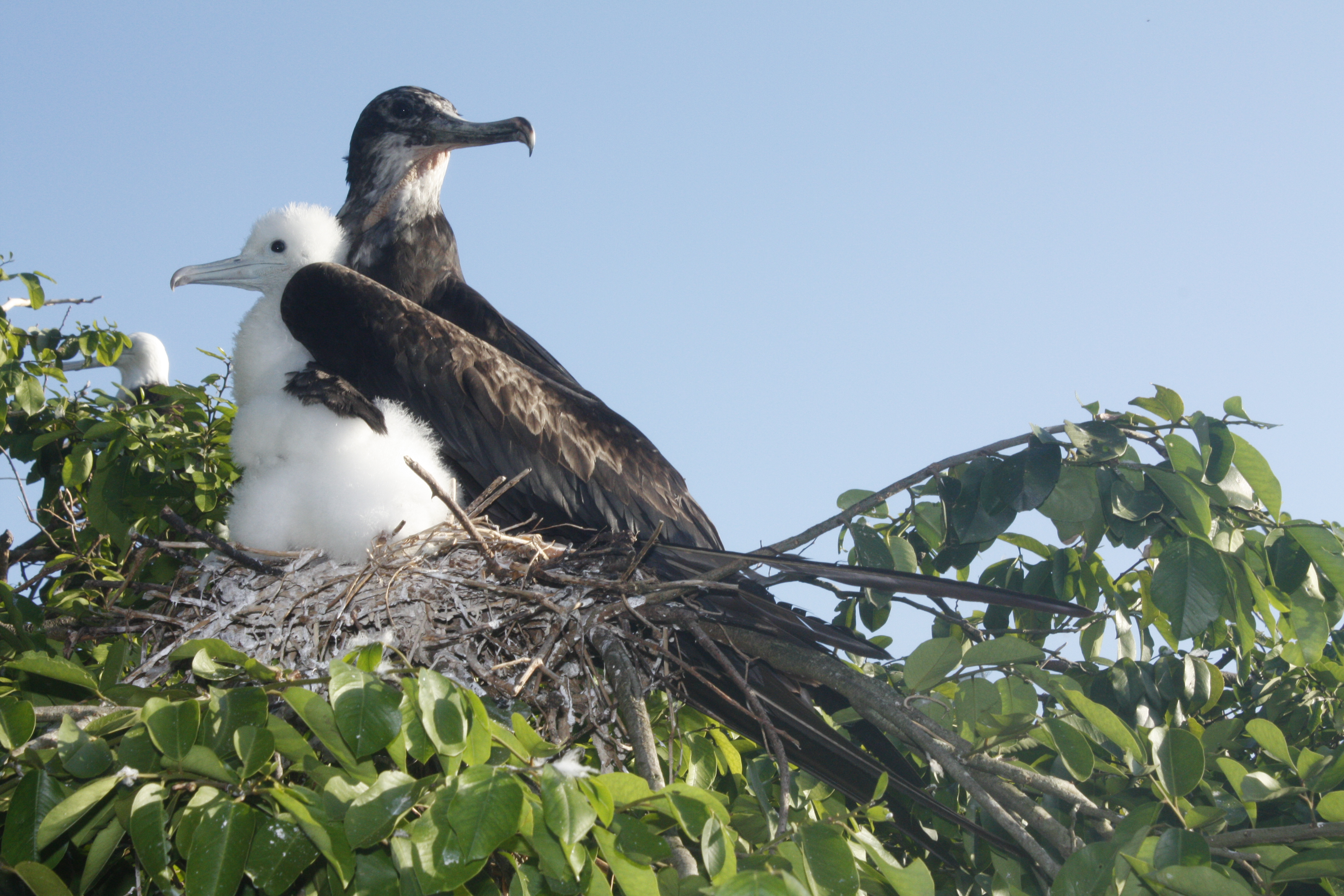
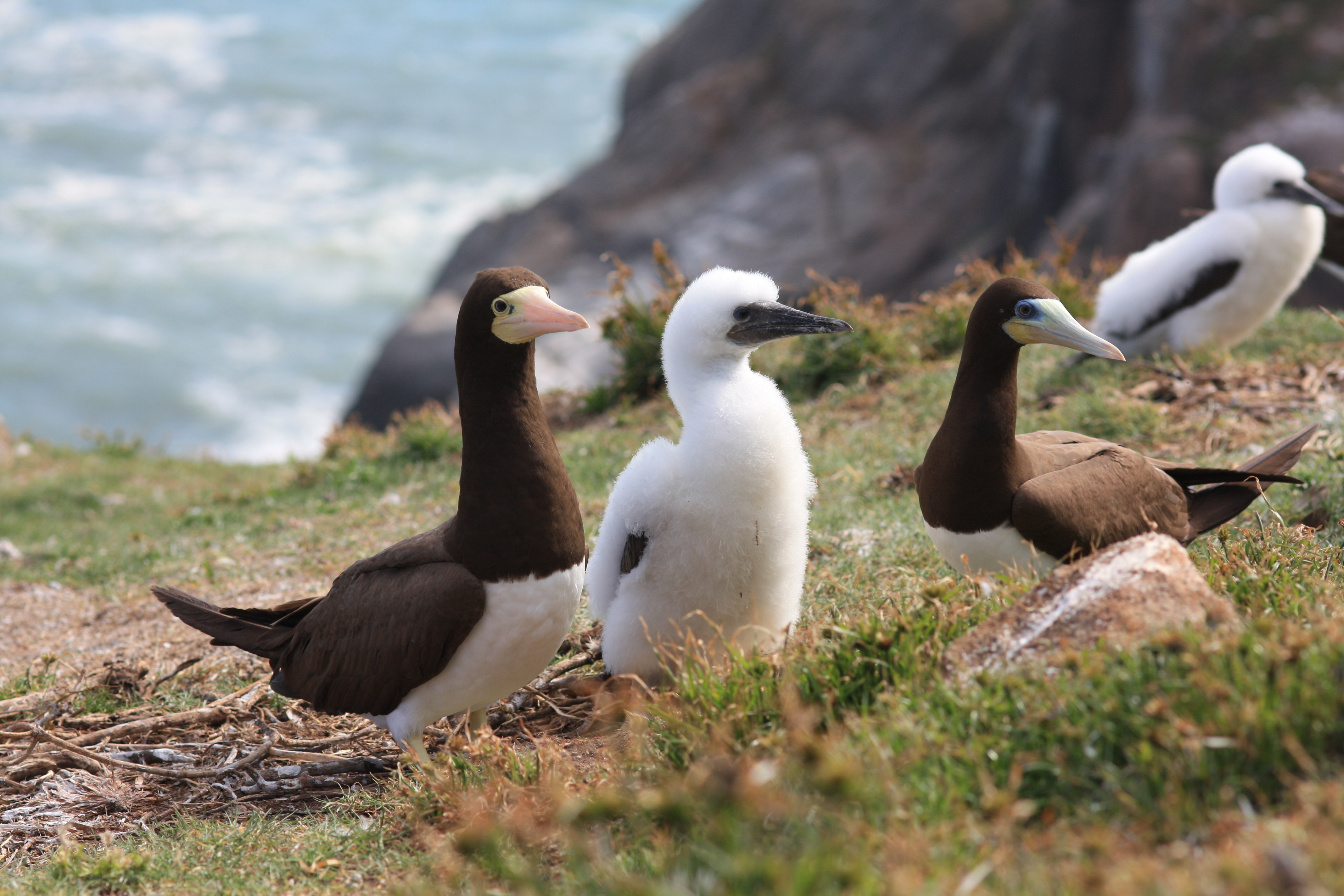
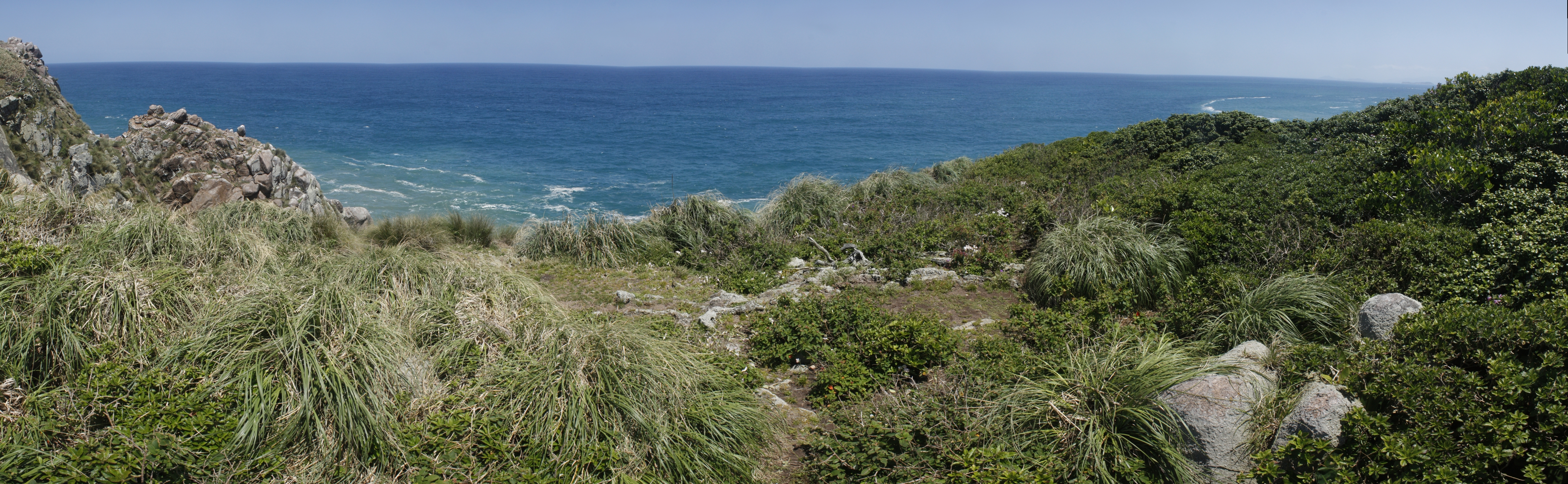
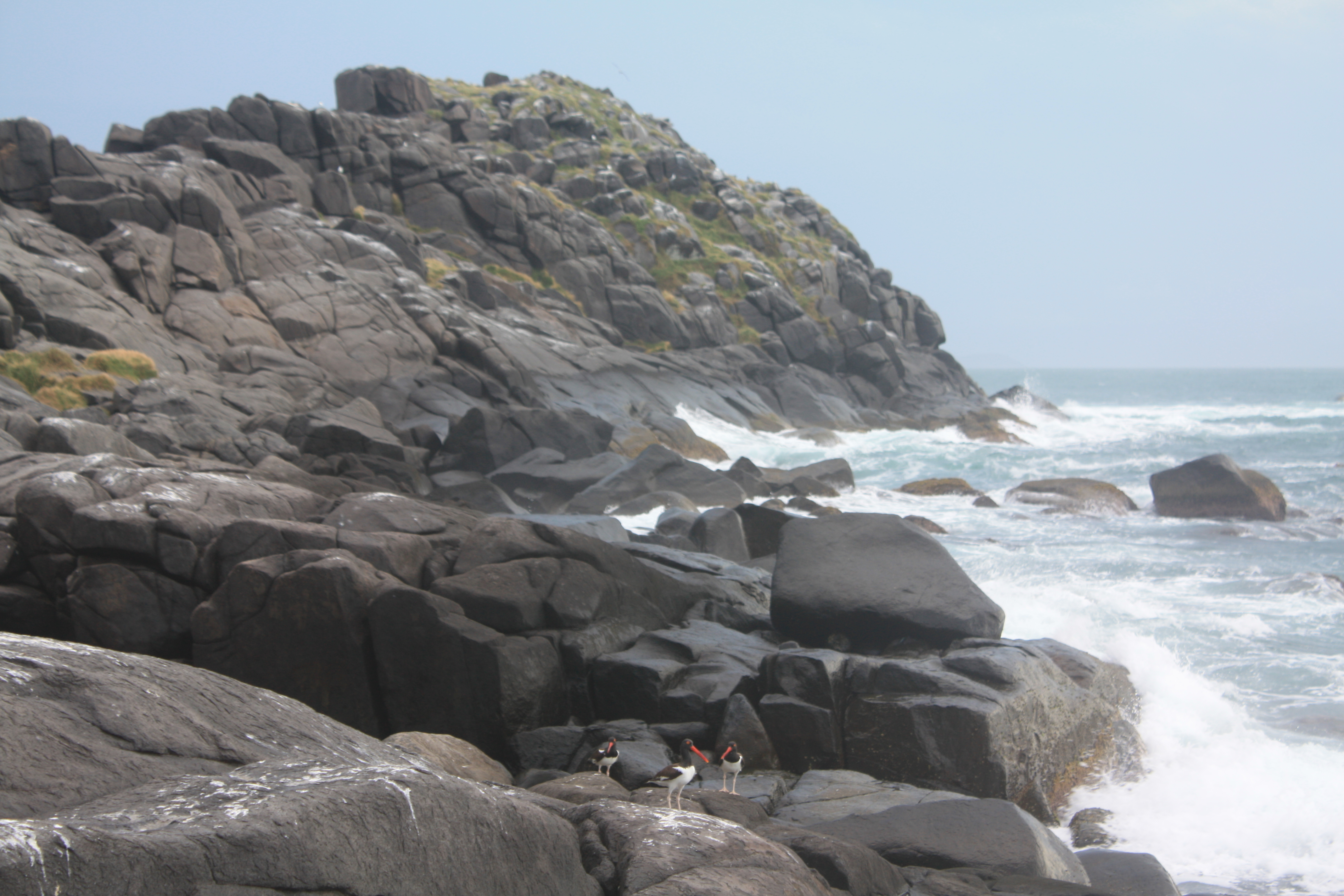

## Restrições e ameaças à biodiversidade
A visitação da ilha é restrita e autorizada somente para pesquisas científicas devido à grande importância e fragilidade do local. Devido à grande concentração de ninhos pelo local, a presença humana pode ocasionar um grande desequilíbrio ecológico, já que as aves do local abandonam facilmente seus filhotes nos ninhos quando notam presença de pessoas.. Dessa maneira, os filhotes abandonados nos ninhos são facilmente atacados por outras aves predadoras que estão distribuídas pela ilha, como o urubu-de-cabeça-preta e o próprio gaviotão. Outro fator negativo da presença humana é o risco de poluição e incêndios, que poderiam ameaçar ainda mais o frágil ecossistema local